# Neurotic Arseholes
Neurotic Arseholes war eine Deutschpunk-Band der 1980er-Jahre.

## Geschichte
Die Band wurde 1979 in Minden von Bassist „Zahni“ und Gitarrist „Kurt“ gegründet, die von John Peels Sendung Rock Today inspiriert wurden, selbst Musik im Stil der Lurkers oder der Dead Boys zu spielen. In heimischer Produktion hatten die beiden bereits ein Punk-Fanzine herausgegeben. 1980 stießen Sänger Dierk („Zombie“) und Schlagzeuger „Der Kurze“ zu den Gründern. „Der Kurze“ (später auch „Shorty“ genannt) erhielt sein Pseudonym daher, weil er bei seinem Eintritt in die Band erst 14 Jahre alt, und damit etwa 4 Jahre jünger als die Bandkollegen war. Der erste Auftritt erfolgte 1981 in einem Jugendzentrum in Minden.
Ebenfalls 1981 erhielt das Quartett einen Plattenvertrag bei Karl-Ulrich Walterbachs Label Aggressive Rockproduktionen, worauf drei Stücke der Band in einem Studio in Berlin an einem Tag aufgenommen und auf dem Sampler Soundtracks zum Untergang II veröffentlicht wurden. 1982 folgten weitere drei Stücke auf dem Sampler Underground Hits und 1983 konnte endlich die erste LP der Band, ...bis zum bitteren Ende, veröffentlicht werden. Allerdings wurde nach Beendigung der Albumproduktion die Zusammenarbeit zwischen der Band und Walterbach beendet, da dessen, inzwischen Noise International betiteltes Label sich auf die Produktion von Metal zu konzentrieren begann.
Im Jahr 1984 wechselte die Band daher zum Hamburger Label Weird System, das zunächst auch nur wenige neue Titel auf dem Sampler Keine Experimente! Vol.II vorstellte, bevor 1985 das zweite Album Angst erschien. Trotz begeisterter Rezensionen kam es zu Differenzen innerhalb der Band, die deswegen ihre Auflösung beschloss und am 25. Januar 1986 im AJZ Bielefeld ihr offizielles Abschiedskonzert gab. Nur für diesen Anlass war mit Hilfe von Weird Systems noch die Single Paradies produziert worden, die es nur beim Abschiedskonzert zu kaufen gab.
Weird System veröffentlichte 1986 noch nachträglich die Live-LP All die Jahre... Live mit Aufnahmen aus den letzten Konzerten der Band, die insgesamt nur etwa 90 Konzerte gab. Einzelne Titel wurden auch noch auf weiteren Samplern des Labels nachveröffentlicht.
Nach der Trennung gingen die Mitglieder unterschiedliche Wege. Schlagzeuger „Shorty“ gründete mit Gitarrist „Kurt“ die Band The Brides, die jedoch nie Professionalität erlangte, so dass das Projekt aufgegeben wurde und „Shorty“ sich als Schlagzeuger bei Tanzmusik-Bands verdingte. Lediglich Bassist „Zahni“, der während der letzten Zeit mit Neurotic Arseholes auch schon bei den Drowning Roses war, brachte es mit dieser Band zu gewisser Professionalität und ins Vorprogramm von NOFX auf einer USA-Tour.
Im Jahr 1989 kam es zu einer Reunion der Neurotic Arseholes und zu einer kleineren Tour, die man passenderweise „Just for Fun Tour“ betitelte. Während der Tour wurde die EP Just Do It for Fun mit älteren unveröffentlichten Aufnahmen vertrieben. Die Produktion der Single hatte der umtriebige Fanzine-Macher Karl-Heinz Stille besorgt.
Wegen der wohl auch der Reunion geschuldeten Nachfrage nach alten Platten der Band veröffentlichte Karl-Ulrich Walterbach 1989 eine Neuauflage der ersten LP, die sechs Jahre zuvor auf seinem Label erschienen war. Dies führte zu einem längeren Rechtsstreit zwischen Walterbach und der Band. Anschließend wurde es wieder still um die Neurotic Arseholes.
Im Jahr 1998 meldete sich die Band nochmals überraschend mit der EP Melancholia zurück und abermals fand eine kleinere Tournee quer durch Deutschland statt.

## Stil
Die Platten der Neurotic Arseholes bieten überwiegend melodischen Punk, der auch deutliche Einflüsse von New Wave und Ska aufweist. Häufige Tempowechsel, routinierte Breaks, stimmige Gitarrensoli und der abwechslungsreiche Stilmix belegen eine hohe musikalische Qualität der Band. Die überwiegend hintergründigen, politischen Texte sind teils Deutsch, teils Englisch.

## Sonstiges
Die Band, deren drei Alben inzwischen zu gesuchten Klassikern des Deutschpunk geworden sind, hat sich übrigens selbst nie als professionelle oder kommerzielle Band gesehen. Gitarrist „Kurt“ komponierte und schrieb die meisten Texte. Das erste Album bestand aus allerlei Songmaterial, das sich seit der Gründung der Band angesammelt hatte. Das zweite Album ist im weitesten Sinn ein Konzeptalbum, das mit einigen spontan im Studio entstandenen Stücken aufgestreckt wurde. Die Konzerte der 1980er Jahre fanden überwiegend in Jugendhäusern und Autonomen Zentren zu Minimalgagen statt. Auch während der letzten Tour 1998 gab es seitens der Musiker keinerlei Ambitionen, eine weitere Karriere mit dem Projekt anzustreben. Bassist „Zahni“ in einem Interview von 1998: "Die Konzerte waren bisher alle toll, aber wir müssen's auch nicht überreizen und ich will es nicht soweit kommen lassen, dass die Leute anfangen zu sagen, es wäre besser, wir hätten nicht noch mal was gemacht."

## Diskografie
- 1983: ...bis zum bitteren Ende (Aggressive Rockproduktionen)
- 1985: Angst (Weird System)
- 1986: All die Jahre... Live (Livealbum, Weird System)
- 1989: Just Do It for Fun (EP, Crime Records)
- 1988: Melancholia (EP, Eigenveröffentlichung)
- 2007: Gib nicht auf! - Die kompletten Aufnahmen 1979-1985 (posthum, Weird System)